# Michel Menu
Michel Menu (Secondigny, 3 febbraio 1916 – Saint-Cloud, 2 marzo 2015) è stato uno scrittore, partigiano e educatore francese. Membro della resistenza francese e figura maggiore dello scautismo cattolico, si concentrò particolarmente sulle necessità spirituali dello scautismo, e su come esso potesse contribuire alla ricostruzione della Francia. È noto per aver ideato ed introdotto nel 1947 i raider scout negli Scouts de France (associazione poi confluita negli Scouts et Guides de France) e per aver fondato, nel 1969, il movimento Goum.

## Biografia

### Formazione e resistenza
In giovane età, Michel Menu fu vicino al gesuita Paul Doncœur, personalità legata all'introduzione dello scautismo cattolico in Francia.
Si laureò in psicologia e scienze politiche ed ottenne anche una licenza di studio in lettere.
Nel 1940, Michel Menu partecipò alla campagna del Belgio e venne fatto prigioniero durante la battaglia di Dunkerque. Dopo tre tentativi d'evasione riuscì a scappare, ritornando in Francia il 31 dicembre del 1941. In seguito collaborò con l'organizzazione France libre.

### L'esperienza scout

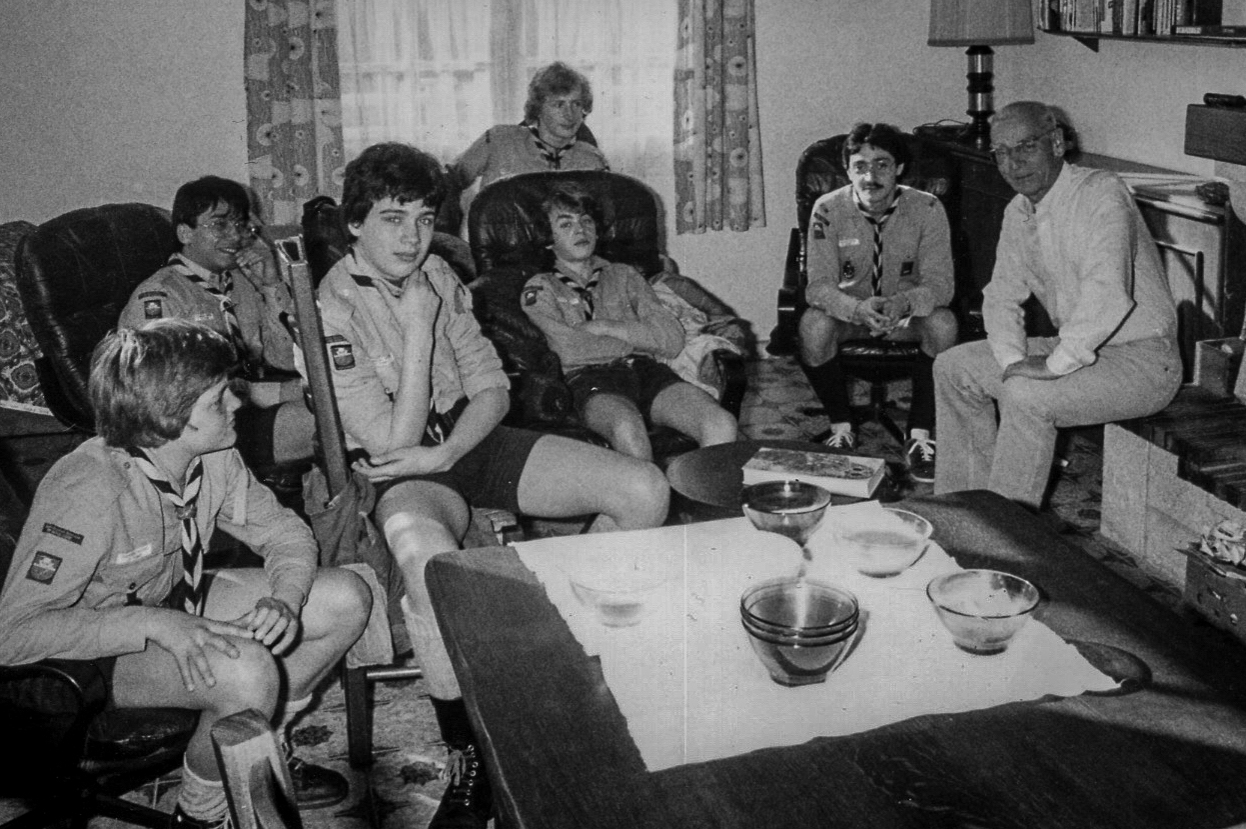
Michel Menu sulla destra, nell'aprile del 1983

#### I raider scout
Nel 1947, Michel Menu, nominato responsabile nazionale della branca esploratori degli Scouts de France iniziò a rinnovare la metodologia di tale branca, riguardante i ragazzi dai 12 ai 17 anni, la quale stava vivendo un periodo di crisi. Desiderava che venisse ritrovato lo spirito dello scautismo come concepito dal suo fondatore, Robert Baden-Powell.
Nel gennaio del 1949 fondò i raider scout, ispirandosi agli americani Eagle Scout, che secondo lui avevano contribuito, con il loro dinamismo, la loro competenza e il loro esempio, ad elevare il livello spirituale e tecnico dei gruppi scout.
Lanciò anche i "pattuglieri liberi", che viaggiavano per i quartieri e villaggi più poveri e isolati.
I primi gruppi a lanciarsi nell'avventura raider furono: Parigi 27, Saint-Cloud 1, Parigi 54, Parigi 83, Neuilly 7, Parigi 29. Le prime inaugurazioni si tennero a Parigi, l'8 giugno del 1949. Nel 1953, 220 gruppi erano conformi al livello richiesto.
(Michel Menu, Raiders Scouts)
Particolarmente noto l'appello rivolto ai futuri capi scout:
Pense à ceux qui te seront confiés,

Si tu ralentis, ils s’arrêtent.

Si tu faiblis, ils flanchent.

Si tu t’assieds, ils se couchent.

Si tu critiques, ils démolissent.

Mais…

Si tu marches devant, ils te dépasseront.

Si tu donnes la main, ils donneront leur peau.

Et si tu pries, alors, ils seront des saints.»
Pensa a chi ti è stato affidato,

Se tu rallenti, loro si fermeranno.

Se tu sei debole, loro cederanno.

Se tu ti siedi, loro si sdraieranno.

Se tu critichi, loro demoliranno.

Ma...

Se tu cammini avanti, loro ti supereranno.

Se tu dai la mano, loro daranno la loro pelle.

E se tu preghi, allora, loro saranno dei santi.»
(Michel Menu, Être chef, 1955)
A causa di un disaccordo sulla direzione intrapresa dal movimento, Michel Menu lasciò gli Scouts de France nel 1956. Esercitando la professione di ingegnere, viaggiò in Nordafrica e in Medio Oriente.

#### I Goum
Nel 1969, Michel Menu organizzò un primo raid sulle Prealpi del Vercors assieme a qualche rover. L'anno seguente creò i "Goum". Accompagnati da un prete, gli scout camminavano per i Grands Causses per otto giorni, osservando il digiuno quando possibile. La sera si riunivano al bivacco e dormivano sotto le stelle. Altri raid Goum vennero organizzati in Israele, Filippine e Argentina. Durante questi raid, Michel Menu e i suoi compagni indossavano una djellaba.
Nonostante il termine "Goum" si riferisse, durante la colonizzazione, ad "un contingente di combattenti reclutati dalla popolazione indigena", quali i goumier marocchini, la scelta di questo nome da Michel Menu dipese più dalla sua etimologia: dall'arabo, infatti, goum significava "tribu nomade", piccolo gruppo autonomo, "indipendente". Altre interpretazioni vedono il termine derivare da Talitha kum riportato nel vangelo di Marco 5,41, con riferimento all'atto di alzarsi e mettersi in marcia.
Secondo Michel Menu, i "Goum" rispondono ai "quattro bisogni vitali", che sono "lo sforzo fisico, il silenzio, lo sviluppo spirituale e i legami sociali".
Fino ai 94 anni, con l'obiettivo di mantenersi in salute, si alzava ogni mattina per andare a camminare. Reputato "un capo dolce, carismatico ed esigente", svolse un ultimo raid Goum di 150 km all'età di 87 anni.

### Vita privata
Nel 1942 sposò Madeleine. Ebbe cinque figli e quindici nipoti.
Morì il 2 marzo 2015 a Saint-Cloud. Aveva 99 anni.

## Opere
- Larguez tout !, 1952, Presses d’Île de France
- Art et Technique du Scoutmestre, 1953, Delachaux et Niestlé
- Raiders-scouts, 1955, Presses d’Île de France
- Patrouilles libres, 1956, Presses d’Île de France
- Le C.P. et son gang, 1961, Presses d’Île de France
- Scoutisme et engagement, 1960, Nouvelles éditions latines
- Nos fils de 18 ans, 1965, Casterman
- Bases fondamentales du scoutisme (con Pierre Delsuc, Pierre de Montjamont e Henry Dhavernas), 1967
- En marchant avec le Père Jean Rimaud, 1972, Loriou
- En marchant au pas des Goums dans le désert, 1980, Éditions Sédiac
- Crise de Dieu ou crise de l'homme : question posée aux jeunes, 1980, Beauchesne
- Les Mythes de la jeunesse, 1981, Delachaux et Niestlé
- Aventure vraie avec les Raiders-Scouts, 1989, Delachaux et Niestlé
- Dans le désert, au pas des Goums, 1990, Fayard
- Un Scoutisme de plein vent : conversations à bâtons rompus sur certains aspects de la méthode scoute, 1990, CLD
- Devenir scout, une aventure ! : comment devenir un scout dans une Europe en marche, 1991, Scout europresse
- Repères : rappel des buts, méthodes et moyens développés dans nos raids Goums, 1998, CLD
- Les Goums ? : une expérience de liberté !,  1998, CLD
- Percée scolaire des 12-17 ans : les parents jouent un rôle décisif, 2000, CLD